# Puchar Europy w narciarstwie alpejskim kobiet 2022/2023
Puchar Europy w narciarstwie alpejskim kobiet w sezonie 2022/2023 – 52. edycja tego cyklu. Pierwsze zawody odbyły się 28 listopada 2022 r. w austriackim Mayrhofen, natomiast ostatnie rozegrano 18 marca 2023 r. w norweskim Narwiku.
Tytułów w poszczególnych klasyfikacjach broniły:
- generalna:  Franziska Gritsch
- zjazd:  Juliana Suter
- supergigant:  Christina Ager
- gigant:  Simone Wild
- slalom:  Aline Danioth

## Podium zawodów
| Lp. | Data              | Miejscowość          | Konkurencja | 1. miejsce            | 2. miejsce                 | 3. miejsce                           |
| --- | ----------------- | -------------------- | ----------- | --------------------- | -------------------------- | ------------------------------------ |
| 1.  | 28 listopada 2022 | Mayrhofen            | Gigant      | Doriane Escané        | Stella Johansson           | Clarisse Brèche Moa Boström Müssener |
| 2.  | 29 listopada 2022 | Mayrhofen            | Slalom      | Moa Boström Müssener  | Lucrezia Lorenzi           | Vera Tschurtschenthaler              |
| 3.  | 1 grudnia 2022    | Zinal                | Supergigant | Karen Smadja-Clément  | Michaela Heider            | Sabrina Maier                        |
| 4.  | 2 grudnia 2022    | Zinal                | Supergigant | Janine Schmitt        | Michaela Heider            | Karen Smadja-Clément                 |
| 5.  | 5 grudnia 2022    | Zinal                | Gigant      | Asja Zenere           | Jessica Hilzinger          | Doriane Escané                       |
| 6.  | 6 grudnia 2022    | Zinal                | Gigant      | Jessica Hilzinger     | Magdalena Łuczak           | Elisabeth Kappaurer                  |
| 7.  | 13 grudnia 2022   | Ponte di Legno       | Gigant      | Asja Zenere           | Elisabeth Kappaurer        | Vivianne Härri                       |
| 8.  | 14 grudnia 2022   | Ponte di Legno       | Gigant      | Asja Zenere           | Elisa Platino              | Hilma Lövblom                        |
| 9.  | 16 grudnia 2022   | Valle Aurina/Ahrntal | Slalom      | Paula Moltzan         | Lisa Hörhager              | Moa Boström Müssener                 |
| 10. | 17 grudnia 2022   | Valle Aurina/Ahrntal | Slalom      | Nicole Good           | Moa Boström Müssener       | Emelie Henning                       |
|     | 19 grudnia 2022   | Passo San Pellegrino | Zjazd       | Odwołano              | Odwołano                   | Odwołano                             |
|     | 20 grudnia 2022   | Passo San Pellegrino | Zjazd       | Odwołano              | Odwołano                   | Odwołano                             |
| 11. | 11 stycznia 2023  | Zauchensee           | Zjazd       | Sabrina Maier         | Magdalena Egger            | Michelle Niederwieser                |
| 12. | 11 stycznia 2023  | Zauchensee           | Zjazd       | Vanessa Nußbaumer     | Christina Ager             | Delia Durrer                         |
| 13. | 12 stycznia 2023  | Zauchensee           | Supergigant | Michaela Heider       | Sabrina Maier              | Michelle Niederwieser                |
| 14. | 14 stycznia 2023  | Pozza di Fassa       | Slalom      | Cornelia Öhlund       | Beatrice Sola              | Aline Danioth                        |
| 15. | 15 stycznia 2023  | Pozza di Fassa       | Slalom      | Cornelia Öhlund       | Aline Danioth              | Asa Ando                             |
| 16. | 27 stycznia 2023  | Vaujany              | Slalom      | Doriane Escané        | Bianca Bakke Westhoff      | Estelle Alphand                      |
| 17. | 28 stycznia 2023  | Vaujany              | Slalom      | Cornelia Öhlund       | Andrine Mårstøl            | Beatrice Sola                        |
| 18. | 1 lutego 2023     | Châtel               | Zjazd       | Christina Ager        | Nadine Fest                | Juliana Suter                        |
| 19. | 2 lutego 2023     | Châtel               | Zjazd       | Delia Durrer          | Christina Ager             | Nadine Fest                          |
| 20. | 3 lutego 2023     | Châtel               | Supergigant | Christina Ager        | Michelle Niederwieser      | Stephanie Jenal                      |
| 21. | 6 lutego 2023     | Sarntal              | Supergigant | Nadine Fest           | Katrin Hirtl-Stanggaßinger | Christina Ager                       |
| 22. | 7 lutego 2023     | Sarntal              | Supergigant | Christina Ager        | Elisabeth Reisinger        | Nadine Fest                          |
| 23. | 9 lutego 2023     | Maribor              | Gigant      | Mélanie Meillard      | Hilma Lövblom              | Elisabeth Kappaurer                  |
| 24. | 10 lutego 2023    | Maribor              | Gigant      | Mélanie Meillard      | Elisa Platino              | Neja Dvornik                         |
| 25. | 13 lutego 2023    | Sarajewo/Bjelašnica  | Supergigant | Christina Ager        | Michaela Heider            | Nadine Fest                          |
| 26. | 13 lutego 2023    | Sarajewo/Bjelašnica  | Supergigant | Michelle Niederwieser | Nadine Fest                | Sandra Absmann                       |
| 27. | 18 lutego 2023    | Crans-Montana        | Zjazd       | Nadine Fest           | Elvedina Muzaferija        | Stephanie Jenal                      |
| 28. | 19 lutego 2023    | Crans-Montana        | Zjazd       | Nadine Fest           | Keely Cashman              | Sabrina Maier                        |
| 29. | 4 marca 2023      | Gällivare            | Gigant      | Hilma Lövblom         | Elisabeth Kappaurer        | Doriane Escané                       |
| 30. | 5 marca 2023      | Gällivare            | Gigant      | Hilma Lövblom         | Elisabeth Kappaurer        | Marte Monsen                         |
| 31. | 7 marca 2023      | Suomu                | Slalom      | Marie Lamure          | Andrine Mårstøl            | Moa Boström Müssener                 |
| 32. | 8 marca 2023      | Suomu                | Slalom      | Marie Lamure          | Anita Gulli                | Andrine Mårstøl                      |
| 33. | 13 marca 2023     | Narwik               | Gigant      | Michaela Heider       | Elisabeth Kappaurer        | Mélanie Meillard                     |
| 34. | 14 marca 2023     | Narwik               | Slalom      | Marie Lamure          | Nicole Good                | Mélanie Meillard                     |
| 35. | 17 marca 2023     | Narwik               | Zjazd       | Camille Cerutti       | Nadine Fest                | Stefanie Fleckenstein Lena Wechner   |
| 36. | 18 marca 2023     | Narwik               | Supergigant | Michaela Heider       | Michelle Niederwieser      | Karen Smadja-Clément                 |

## Wyniki reprezentantek Polski

### Gigant
| Zawodniczka | Mayrhofen 28.11 | Zinal 05.12 | Zinal 06.12 | Ponte di Legno 13.12 | Ponte di Legno 14.12 | Maribor 09.02 | Maribor 10.02 | Gällivare 04.03 | Gällivare 05.03 | Narwik 13.03 |
| --- | --------------- | ----------- | ----------- | -------------------- | -------------------- | ------------- | ------------- | --------------- | --------------- | ------------ |
| Magdalena Bańdo | dnf1            | 51          | dnf1        | dnf1                 | dnf2                 | –             | –             | –               | –               | –            |
| Zuzanna Czapska | dnq80           | –           | dnq62       | dnf2                 | –                    | 58            | dnf1          | –               | –               | –            |
| Patrycja Florek | –               | –           | –           | –                    | dnf1                 | –             | –             | –               | –               | –            |
| Magdalena Łuczak | 21              | 5           | 2           | dns2                 | –                    | 14            | dns1          | 42              | 37              | 15           |
| Hanna Zięba | dnq84           | dnf1        | dnf2        | –                    | –                    | –             | –             | –               | –               | –            |
| 1-3 4-30 poniżej 30 dnf – Zawodniczka nie ukończyła przejazdu dns – Zawodniczka nie wystartowała dsq – Zawodniczka została zdyskwalifikowana dnq – Zawodniczka nie zakwalifikowała się do 2. serii (cyfry u góry pokazują miejsce zajęte w 1. przejeździe) 1 – Zawodniczka nie wystartowała, nie ukończyła lub została zdyskwalifikowana w 1. serii 2 – Zawodniczka nie wystartowała, nie ukończyła lub została zdyskwalifikowana w 2. serii |                 |             |             |                      |                      |               |               |                 |                 |              |

### Slalom
| Zawodniczka | Mayrhofen 29.11 | Valle Aurina/Ahrntal 16.12 | Valle Aurina/Ahrntal 17.12 | Pozza di Fassa 14.01 | Pozza di Fassa 15.01 | Vaujany 27.01 | Vaujany 28.01 | Suomu 07.03 | Suomu 08.03 | Narwik 14.03 |
| --- | --------------- | -------------------------- | -------------------------- | -------------------- | -------------------- | ------------- | ------------- | ----------- | ----------- | ------------ |
| Magdalena Bańdo | dnf1            | –                          | –                          | –                    | –                    | –             | –             | –           | –           | –            |
| Zuzanna Czapska | dnf1            | –                          | –                          | –                    | –                    | –             | –             | –           | –           | –            |
| Daria Krajewska | –               | dnf1                       | dnf1                       | –                    | –                    | –             | –             | –           | –           | –            |
| Magdalena Łuczak | 38              | –                          | –                          | –                    | –                    | –             | –             | –           | –           | 28           |
| Hanna Zięba | dnf1            | –                          | –                          | –                    | –                    | –             | –             | –           | –           | –            |
| 1-3 4-30 poniżej 30 dnf – Zawodniczka nie ukończyła przejazdu dns – Zawodniczka nie wystartowała dsq – Zawodniczka została zdyskwalifikowana dnq – Zawodniczka nie zakwalifikowała się do 2. serii (cyfry u góry pokazują miejsce zajęte w 1. przejeździe) 1 – Zawodniczka nie wystartowała, nie ukończyła lub została zdyskwalifikowana w 1. serii 2 – Zawodniczka nie wystartowała, nie ukończyła lub została zdyskwalifikowana w 2. serii |                 |                            |                            |                      |                      |               |               |             |             |              |

## Klasyfikacje
| Lp. | Zawodniczka           | Punkty |
| --- | --------------------- | ------ |
| 1.  | Nadine Fest           | 836    |
| 2.  | Michaela Heider       | 818    |
| 3.  | Christina Ager        | 789    |
| 4.  | Moa Boström Müssener  | 683    |
| 5.  | Sabrina Maier         | 674    |
| 6.  | Beatrice Sola         | 646    |
| 7.  | Doriane Escané        | 639    |
| 8.  | Michelle Niederwieser | 615    |
| 9.  | Mélanie Meillard      | 540    |
| 10. | Hilma Lövblom         | 525    |

| Lp. | Zawodniczka         | Punkty |
| --- | ------------------- | ------ |
| 1.  | Nadine Fest         | 506    |
| 2.  | Christina Ager      | 379    |
| 3.  | Sabrina Maier       | 331    |
| 4.  | Delia Durrer        | 306    |
| 5.  | Vanessa Nußbaumer   | 302    |
| 6.  | Keely Cashman       | 215    |
| 7.  | Stephanie Jenal     | 207    |
| 8.  | Lena Wechner        | 205    |
| 9.  | Elvedina Muzaferija | 190    |
| 10. | Emily Schöpf        | 159    |

| Lp. | Zawodniczka                | Punkty |
| --- | -------------------------- | ------ |
| 1.  | Michaela Heider            | 557    |
| 2.  | Michelle Niederwieser      | 470    |
| 3.  | Christina Ager             | 410    |
| 4.  | Sabrina Maier              | 343    |
| 5.  | Nadine Fest                | 314    |
| 6.  | Katrin Hirtl-Stanggaßinger | 292    |
| 7.  | Karen Smadja-Clément       | 285    |
| 8.  | Janine Schmitt             | 212    |
| 9.  | Vanessa Nußbaumer          | 209    |
| 10. | Stephanie Jenal            | 191    |

| Lp. | Zawodniczka          | Punkty |
| --- | -------------------- | ------ |
| 1.  | Hilma Lövblom        | 516    |
| 2.  | Elisabeth Kappaurer  | 480    |
| 3.  | Elisa Platino        | 440    |
| 4.  | Mélanie Meillard     | 406    |
| 5.  | Doriane Escané       | 390    |
| 6.  | Asja Zenere          | 376    |
| 7.  | Beatrice Sola        | 227    |
| 8.  | Moa Boström Müssener | 206    |
| 9.  | Vanessa Kasper       | 202    |
| 10. | Jessica Hilzinger    | 180    |

| Lp. | Zawodniczka             | Punkty |
| --- | ----------------------- | ------ |
| 1.  | Moa Boström Müssener    | 477    |
| 2.  | Beatrice Sola           | 419    |
| 3.  | Cornelia Öhlund         | 410    |
| 4.  | Bianca Bakke Westhoff   | 390    |
| 5.  | Marie Lamure            | 374    |
| 6.  | Andrine Mårstøl         | 349    |
| 7.  | Nicole Good             | 258    |
| 8.  | Lucrezia Lorenzi        | 257    |
| 9.  | Lisa Hörhager           | 223    |
| 10. | Vera Tschurtschenthaler | 207    |